# يان لاوريدسن
يان لاوريدسن (بالدنماركية: Jan Lauridsen)‏ هو لاعب كرة قدم ولاعب كرة يد دنماركي، ولد في 18 يناير 1963 في آرهوس في الدنمارك.